# Comedia de situación

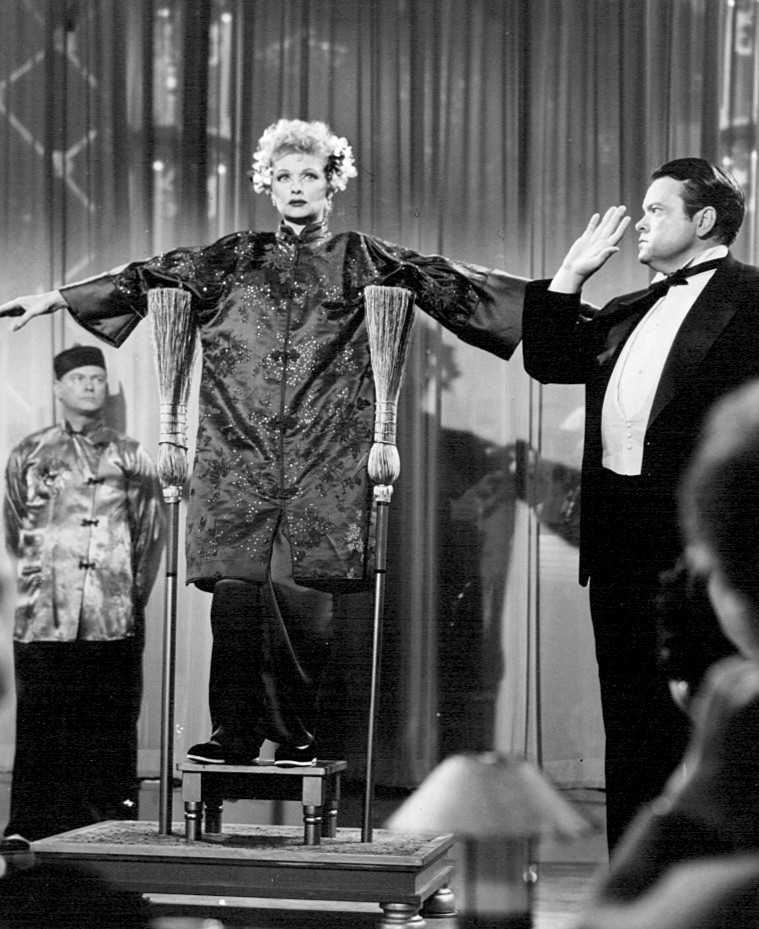
Lucille Ball y Orson Welles en la comedia de situación I Love Lucy

Una comedia de situación o telecomedia (en inglés, sitcom, acrónimo de situation comedy) es un tipo de serie televisiva cuyos episodios se desarrollan regularmente en los mismos lugares y con los mismos personajes. Entre sus características principales están la inclusión de risas pregrabadas o en vivo, los capítulos no suelen ser de más de 30 minutos de duración y la historia  que se narra, en varias ocasiones llega a ser autoconclusiva y por regla general suelen incluir un escaso número de personajes. Se desarrolló en los años 1960 en Estados Unidos y sigue siendo relevante aún en la actualidad, como lo muestran recientes realizaciones y anuncios al respecto.

## Historia
La primera telecomedia de la historia fue la británica Pinwright's Progress, en 1946. Años después, vendría I Love Lucy, protagonizada por Lucille Ball y Desi Arnaz, que empezó siendo apenas un miniprograma dentro de un programa, y acabó tomando entidad independiente. 
La telecomedia de acción real con la mayor cantidad de episodios es Ozzie and Harriet, mientras que la que obtuvo mayor tiempo en emisión fue y es hasta el momento Last of the summer wine, en la animación, ambas marcas históricas se acreditan a The Simpsons. Algunas telecomedias de las más importantes y reconocidas han sido, entre otras: Seinfeld, The Office, Malcolm in the Middle, Friends, Full House, Modern Family, The Middle, Drake & Josh, iCarly, The Simpsons, How I Met Your Mother, Two And A Half Men, The Big Bang Theory, Parks and Recreation, Everybody Loves Raymond y "Futurama" . En el ámbito hispano se puede mencionar a Pataclaun, Mil oficios, Casados con hijos, La familia P. Luche, El chavo del 8, Siete vidas, Aída (Spin-off de "Siete Vidas),Nosotros los guapos, La que se avecina y Aquí no hay quien viva.

## Características
Su duración suele ser de entre unos 20 y 25 minutos, aunque en algunas series pueden llegar a durar 50 minutos, y se emiten en los Estados Unidos como programa embudo (que recoge audiencia) antes de la hora de máxima audiencia.[cita requerida]
La acción de este tipo de serie se desarrolla en su mayor parte en estudios con decorados, y limitados a espacios de unos 4 o 5 metros. La acción que se narra es autoconclusiva, es decir, presentan historias que comienzan y finalizan dentro del mismo capítulo. Además de estas historias, se desarrollan tramas secundarias y paralelas, saltando de una a otra. El número de personajes es limitado en cantidad, y los protagonistas suelen ser cinco o seis personas. El humor que se utiliza está basado en la broma verbal, la broma visual (gag) y alcanza su mejor expresión en el humor de situación. Este humor se hace recaer sobre el desarrollo de la trama, la personalidad de los personajes y sus reacciones.[cita requerida]

## Por país

### Australia
En Australia hay pocas comedias de larga duración, pero muchas comedias estadounidenses y británicas han tenido éxito. Las telecomedias son un elemento básico de la cadena gubernamental Australian Broadcasting Corporation (ABC); en las décadas de 1970 y 1980, muchas comedias británicas también se emitían en la cadena Seven Network. En 1986, las comedias británicas Bless This House y Are You Being Served? fueron repetidas por ABC Television en varias ocasiones, y luego fueron adquiridas y proyectadas por Seven Network, en horario de máxima audiencia.
En 1981, Daily at Dawn fue la primera serie de telecomedia australiana en contar con un personaje homosexual de manera permanente (Terry Bader como el periodista Leslie).
En 1987, Mother and Son fue ganadora del Premio al Drama Televisivo otorgado por la Comisión Australiana de Derechos Humanos.
En 2007, el primer episodio de la cuarta serie de Kath & Kim atrajo a una audiencia australiana de 2,521 millones de personas a nivel nacional, el mayor índice de audiencia para un primer episodio en la historia de la televisión australiana, hasta el estreno de la serie Underbelly: A Tale of Two Cities en 2009 con 2,58 millones de espectadores.
En 2013, Please Like Me recibió una invitación para proyectarse en el Festival de Televisión Series Mania de París, fue elogiada por la crítica y ha cosechado numerosos premios y nominaciones. También en 2013, At Home With Julia fue criticada por varios comentaristas sociales por considerarla inapropiadamente irrespetuosa con el cargo de primer ministro, el programa, sin embargo, demostró ser muy popular tanto entre la audiencia televisiva -convirtiéndose en la serie de comedia guionizada australiana más vista de 2011- como entre los críticos de televisión. Nominada a los Premios de la Academia Australiana de Cine y Artes Televisivas de 2012 como mejor serie de comedia televisiva.

### Canadá
Aunque ha habido algunas excepciones notables, a las cadenas de televisión canadienses les ha ido generalmente mal con su oferta de telecomedias, y relativamente pocas telecomedias canadienses han logrado un éxito notable en Canadá o a nivel internacional. La televisión canadiense ha tenido mucho más éxito con las telecomedias y las teleseries de dramas.
El popular programa King of Kensington se emitió entre 1975 y 1980, con una media de 1,5 a 1,8 millones de espectadores semanales en su momento álgido.
Corner Gas, que se emitió durante seis temporadas, de 2004 a 2009, se convirtió en un éxito instantáneo, con una media de un millón de espectadores por episodio. Ha recibido seis premios Gemini y ha sido nominada casi 70 veces a diversos galardones.
Otras telecomedias recientes dignas de mención son Call Me Fitz, Schitt's Creek, Letterkenny y Kim's Convenience, todas ellas ganadoras del Canadian Screen Award a la mejor serie de comedia.

### España
En España tuvieron mucho éxito 7 Vidas y su serie derivada, Aida. En cambio, la versión española de Cheers no tuvo mucho recorrido y fue cancelada tras la emisión de la primera temporada.

### Estados Unidos de América
El formato de telecomedias nació en EE. UU. en enero de 1926 con la emisión inicial de Sam'n'Henry en la radio WGN de Chicago, Illinois. El programa diario de 15 minutos fue renovado en 1928, trasladado a otra emisora, rebautizado como Amos'n'Andy, y se convirtió en una de las comedias de mayor éxito de la época. También fue uno de los primeros ejemplos de sindicación radiofónica. En 1947, se estrenó la primera comedia de televisión estadounidense, Mary Kay y Johnny. Desde entonces, muchos de los programas más vistos en Estados Unidos han sido comedias de situación.
Las telecomedias americanas suelen tener una duración total de 22 minutos, lo que deja ocho minutos para la publicidad en una franja horaria de 30 minutos.
Algunas series británicas populares se han adaptado con éxito a EE. UU.. Algunas de las comedias americanas de más éxito de la década de 1970, como All in the Family, Three's Company y Sanford and Son, se adaptaron a partir de producciones británicas.

### Francia
En Francia, la primera serie tipo telecomedia fue La Famille Bargeot, emitida a partir del 18 de marzo de 1985 en TF1. Aunque el formato sólo duraba 13 minutos y el público no se reía, su unidad de localización (la casa de los Bargeot) y, sobre todo, el vitriólico retrato de una familia de "beaufs" permitían vislumbrar los inicios de la telecomedia estadounidense Mariés, deux enfants. Emitido en lugar de Cocoricocoboy, La Famille Bargeot no tuvo tiempo de instalarse. De los 65 episodios filmados, no se emitieron todos porque los espectadores franceses no apreciaban que se les caricaturizara de esta manera.
A partir del 8 de septiembre de 1985, el grupo Télé Images fue el primero en adaptar una telecomedia importada directamente de Estados Unidos con Maguy. La primera temporada se rodó en público (respetando los códigos originales); pero por razones de coste, el resto del rodaje se hizo sin público, con risas grabadas. Gracias a este éxito en Antenne 2, Télé Images vendió sus siguientes proyectos a TF1. El resultado fue Marc et Sophie, Vivement lundi! y la serie jurídica Tribunal. La década de 1990 marcó un punto de inflexión en el género. Al haber invertido AB Productions en la construcción de nuevos estudios, el grupo se diversificó y se aventuró en un territorio hasta entonces reservado. En 1991, el grupo vendió la serie jurídica Cas de divorce a La Cinq y comedias de situación a TF1, consiguiendo rodar un episodio de 26 minutos en un día. Télé Images no pudo competir. Con esta herramienta de producción y sus comedias rodadas a bajo coste, AB Productions pudo exportar al mundo francófono: Premiers Baisers, Hélène et les Garçons, Le Miel et les Abeilles, Les Filles d'à côté, etc.
Rodadas sin público, con un recurso casi sistemático a las risas pregrabadas durante los pasajes humorísticos, las telecomedias de AB Productions se centran a menudo en historias de amor entre estudiantes de instituto o universitarios, tratadas de una manera melodramática que a veces las acerca más a las telenovelas que a las telecomedias americanas. En cualquier caso, han contribuido a crear una especie de confusión entre el público francés en el uso de la palabra "telecomedia", que para algunos espectadores franceses ha llegado a evocar una serie de "telenovela" protagonizada por adolescentes o treintañeros, como Beverly Hills 90210 o Hartley, cœurs à vif (Heartbreak High), que, sin embargo, por su formato (45 minutos), su temática o su coste, no corresponden a las "telecomedias" propiamente dichas.
En 1998, Canal+ entró en el mercado de las telecomedias y volvió a lo básico inspirándose en las producciones del otro lado del Atlántico con H ó Blague à part. Irónicamente, la última temporada de H se rodó en los antiguos estudios del Club Dorothée y de las comedias AB, que habían quedado desiertos tras la no renovación del contrato con TF1.

### India
Las telecomedias empezaron a aparecer en la televisión india en los años 80, con series como Yeh Jo Hai Zindagi (1984) y Wagle Ki Duniya (1988) en el canal estatal Doordarshan. Poco a poco, al permitirse los canales privados, siguieron muchas más comedias en la década de 1990, como Dekh Bhai Dekh (1993), Zabaan Sambhalke (1993), Shrimaan Shrimati (1995), Office Office (2001), Ramani Vs Ramani (2001), Amrutham (telugu 2001-2007), Khichdi (2002), Sarabhai vs Sarabhai (2005) hasta F. I.R. (2006-2015), Taarak Mehta Ka Ooltah Chashmah (2008-actualidad), Uppum Mulakum (malayalam 2015-actualidad) y Bhabiji Ghar Par Hain (2015-actualidad). SAB TV es uno de los principales canales de la India dedicados enteramente a las comedias de situación.
Taarak Mehta Ka Ooltah Chashmah es la telecomedia más longeva de la televisión india y es conocida como el programa estrella de SAB TV.

### México

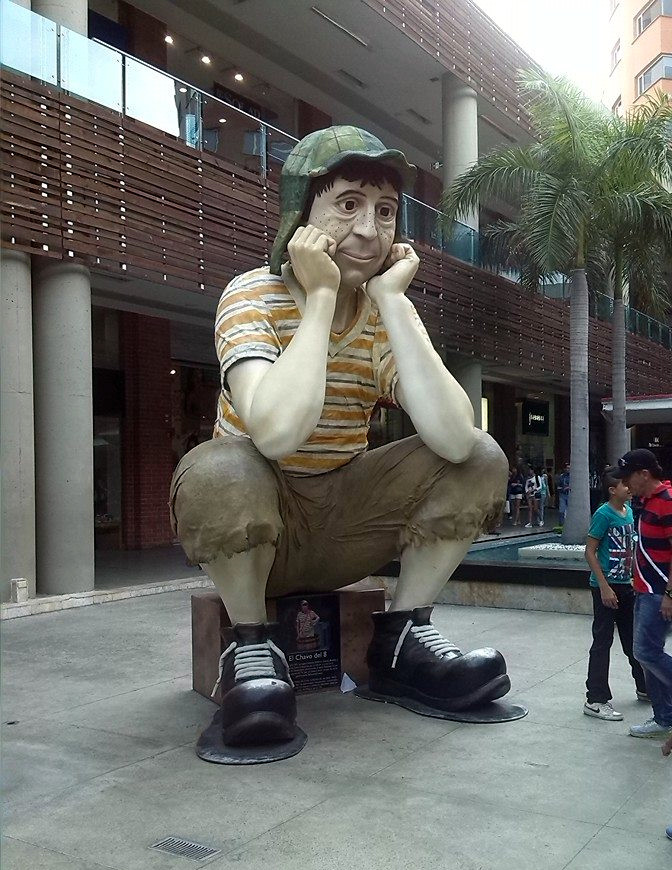
Escultura representando al Chavo en un centro comercial en la ciudad de Cali (Colombia).

El Chavo del Ocho, que se emitió de 1973 a 1980, fue el programa más visto de la televisión mexicana y tuvo una audiencia iberomericana de 350 millones de espectadores por episodio en su pico de popularidad a mediados de los años 70. El programa sigue siendo popular en Hispanoamérica, así como en Brasil, España, Estados Unidos y otros países, con episodios sindicados que promedian 91 millones de espectadores diarios en todos los mercados en los que se distribuye en el continente americano. Desde que dejó de producirse en 1992, el programa ha ganado aproximadamente mil millones de dólares sólo en tarifas de sindicación para Televisa.

### Nueva Zelanda
Gliding On, una popular telecomedia en Nueva Zelanda a principios de la década de 1980, ganó múltiples premios en el transcurso de su carrera, incluyendo Mejor Comedia, Mejor Drama y Mejor Dirección en los Premios Feltex.

### Reino Unido
Aunque los estilos de las telecomedias han cambiado a lo largo de los años, suelen basarse en una familia, un lugar de trabajo u otra institución, en la que se reúne el mismo grupo de personajes contrastados en cada episodio. Las telecomedias británicas suelen producirse en una o más series de seis episodios. La mayoría de estas series son concebidas y desarrolladas por uno o dos guionistas. La mayoría de las telecomedias británicas tienen una duración de 30 minutos y se graban en escenarios con varias cámaras. Un subconjunto de la telecomedia británica evita conscientemente los temas y argumentos tradicionales de las telecomedias para adentrarse en temas o métodos narrativos más inusuales. Blackadder (La víbora negra) (1983-1989) y Yes Minister (Sí ministro)/Yes Prime Minister (1980-1988, 2013) trasladaron lo que suele ser un género doméstico o laboral a los pasillos del poder. Un desarrollo posterior fue el falso documental en series como The Office (2001-2003, 2013). También se ha desarrollado en series sobre adolescencia como The Inbetweeners (2008-2010).

### Rusia
La primera serie rusa de telecomedia fue Fresa (parecida a Farmacia de guardia en formato español), que se emitió en 1996-1997 en el canal RTR. Sin embargo, el "boom" de las telecomedias rusas no comenzó hasta la década de 2000, cuando en 2004 la STS puso en marcha la exitosa comedia My Fair Nanny (una adaptación de la comedia estadounidense The Nanny). Desde entonces, las telecomedias en Rusia son producidas por los dos mayores canales de entretenimiento del país: STS y TNT. En 2007, la STS estrenó la primera telecomedia nacional original: Las hijas de papá (antes sólo había adaptaciones), y en 2010 la TNT estrenó Interns, la primera telecomedia rodada en clave de comedia (a diferencia de las comedias "de transporte" dominantes).

### Chile
Chile no ha quedado exento de estos programas, no cabe duda que el mejor ejemplo es la serie Los Venegas, la cual duró 22 años y tuvo una gran aceptación.  Otros programas que se podrían nombrar serían "El Troncal Negrete" de 1980, "La niñera" de 1993 o "La Nany" de 2003.  Hubo también algunas versiones chilenas de sitcoms extranjeras como "Casado con hijos" de 2006 y "Mi Bella Genio" de 2009.